# آنتونیو گومز دل مورال
آنتونیو گومز دل مورال (اسپانیایی: Antonio Gómez del Moral‎؛ زادهٔ ۱۵ نوامبر ۱۹۳۹) دوچرخه‌سوار اهل اسپانیا است. وی در مسابقات تور دو فرانس و جیرو دیتالیا شرکت کرده است.